# Дурдона
Дурдона (тадж. Дурдона) — село в Дангаринском районе Хатлонской области Республики Таджикистан. Административно относится к джамоату (сельской общине) Лохур Дангаринского района.
Находится на расстоянии 22 км от райцентра (пгт. Дангара) и 4 км от джамоатного центра (с. Таджмахал).
Население — 148 чел. (2017).